# Synagoge (Čkyně)

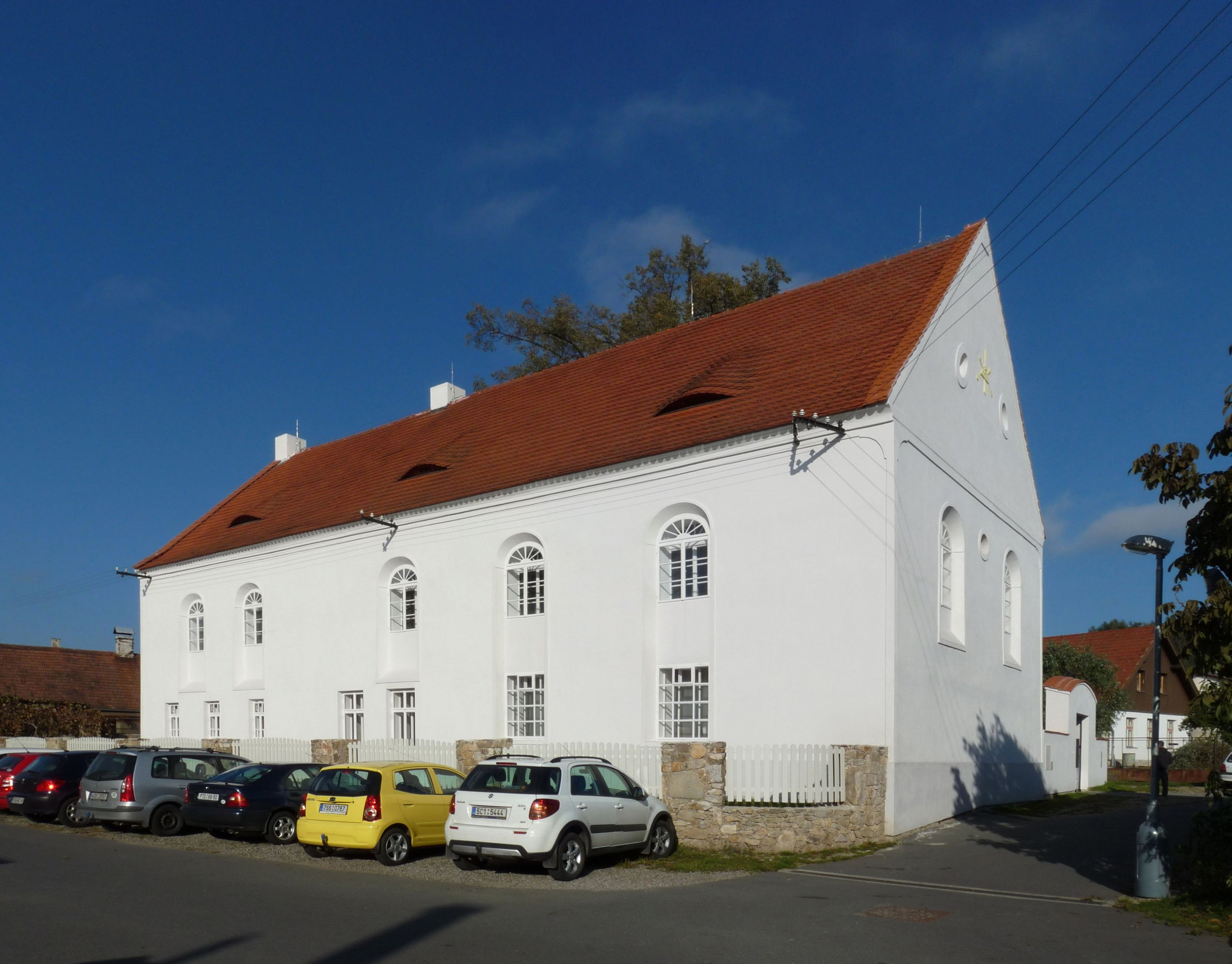
Die Synagoge nach der Renovierung

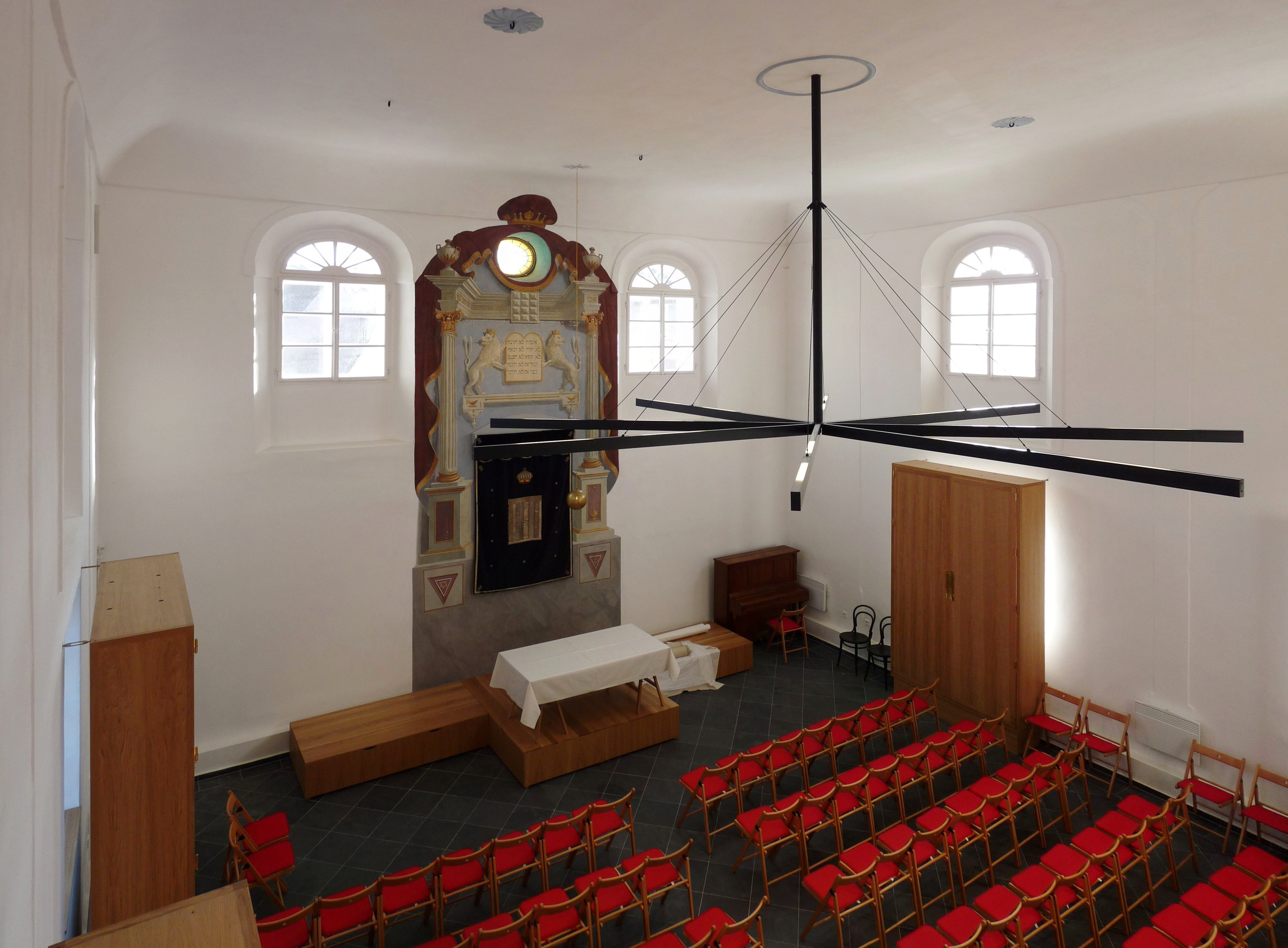
Innenraum

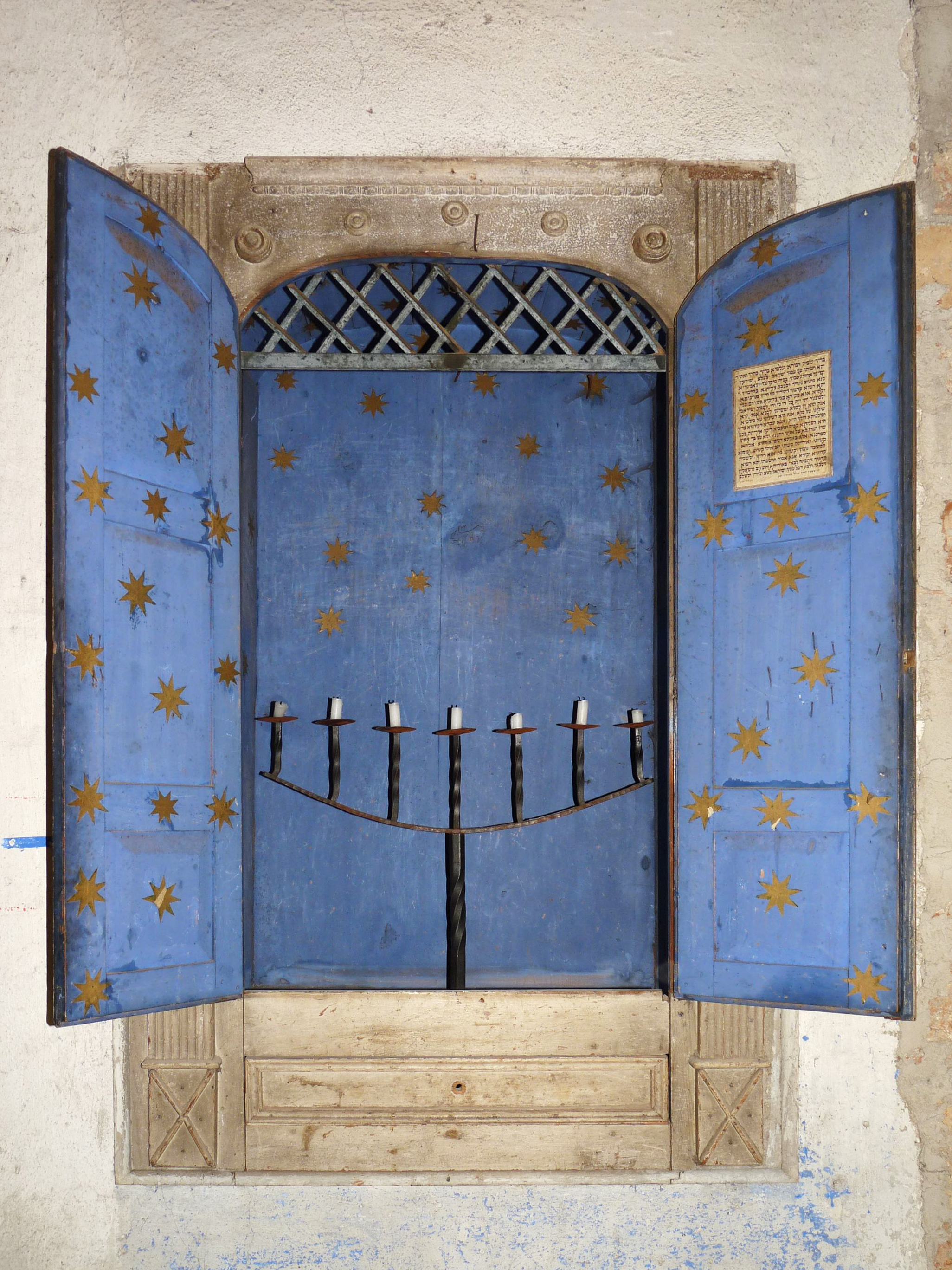
Geöffneter Toraschrein

Die Synagoge in Čkyně (deutsch Kieselhof),  einer Gemeinde im tschechischen Okres Prachatice im Jihočeský kraj (Südböhmische Region), wurde 1828 errichtet. Die Synagoge ist seit 1992 ein geschütztes Baudenkmal.

## Geschichte
Die klassizistische Synagoge diente nur bis zum Ersten Weltkrieg als Gotteshaus, da  durch Abwanderung seit Ende des 19. Jahrhunderts die jüdische Gemeinde die meisten ihrer Mitglieder verlor. Das Gebäude wurde danach lange Zeit von einem Handwerker genutzt.
Trotz der langen Zweckentfremdung des Gebäudes sind noch Reste der Wandmalerei aus der Entstehungszeit und der Toraschrein vorhanden.
Nachdem die Gemeinde das Bauwerk 1990 kaufte, gibt es Bemühungen, die Synagoge zu erhalten und sie als Museum bzw. für kulturelle Veranstaltungen zu nutzen. Die Innenrenovierung ist nahezu abgeschlossen, wobei die Frauenempore wieder eingebaut wurde.